# Confederació Hidrogràfica del Xúquer
La Confederació Hidrogràfica del Xúquer  és l'organisme que regula les accions comeses a les xarxes hidrològiques d'una demarcació en la qual el Xúquer és el riu principal. Els espais que administra aquesta confederació són la conca del Xúquer, així com altres rius més petits de la regió.
El Reial Decret 650/1987, de 8 de maig, defineix els límits d'aquesta confederació, al territori de totes les conques hidrogràfiques que vessin les seves aigües al mar Mediterrani, entre la desembocadura dels rius Segura i Sénia, incloent-hi també aquest últim. Les esmentades conques comprenen territoris de les províncies d'Alacant, Albacete, València, Conca, Terol, Castelló i una petita part de la de Tarragona.

## Rius de la confederació
| Riu                | Longitud (km) | Superfície de conca (km²) | Naixement            | Desembocadura             | Aportació mitjana (Hm³/any) |
| ------------------ | ------------- | ------------------------- | -------------------- | ------------------------- | --------------------------- |
| Sénia              | 49            | 196,7                     | Tinença de Benifassà | Sòl de Riu                | 0,5                         |
| Cérvol             | 59            | 343,1                     | Serra del Turmell    | Vinaròs                   | -                           |
| Millars            | 156           | 4.028,2                   | Serra de Gúdar       | Les Goles del Millars     | 96,3                        |
| Rambla de la Vídua | 81            | 1.510,3                   | -                    | Riu Millars (a Almassora) | 0,03                        |
| Palància           | 85            | 911,2                     | Serra del Toro       | Sagunt                    | 8,5                         |
| Túria              | 280           | 6.393,6                   | Monts Universals     | València                  | 173,42                      |
| Xúquer             | 497,5         | 21.578,5                  | Monts Universals     | Cullera                   | 671,56                      |
| Cabriol            | 262,2         | 4.754,2                   | Monts Universals     | Riu Xúquer (a Cofrents)   | 220,82                      |
| Albaida            | 38            | 1.300,5                   | Benicadell           | Riu Xúquer (a Alberic)    | 0,36                        |
| Magre              | 125,9         | 1.543,7                   | Serra d'Aliaguilla   | Riu Xúquer (a Algemesí)   | -                           |
| Serpis             | 74,5          | 752,8                     | Serra Mariola        | Gandia                    | 11,10                       |
| Girona             | 38,6          | 117,7                     | Serra Foradada       | Els Poblets               | -                           |
| Algar-Guadalest    | 12,2          | 216,2                     | Serra del Ferrer     | Altea                     | 14,65                       |
| Amadòrio           | 28,4          | 205,2                     | Aitana               | la Vila Joiosa            | 3,98                        |
| Montnegre          | 39,8          | 486,6                     | Serra d'Onil         | el Campello               | 0,51                        |
| Vinalopó           | 81,2          | 1.691,7                   | Serra de Mariola     | Albufera d'Elx            | -                           |

1. ↑  Tots desemboquen a la Mediterrània excepte la Rambla de la Vídua (afluent del Millars), el Cabriol, l'Albaida, el Magre (afluents del Xúquer) i el Vinalopó

## Embassaments de la confederació

### Embassaments de la conca del Millars
| Embassament      | Riu                | Localització                                 | Destí             | Capacitat (Hm³) |
| ---------------- | ------------------ | -------------------------------------------- | ----------------- | --------------- |
| Maria Cristina   | Rambla de la Vídua | l'Alcora Alcalatén (País Valencià)           | Reg               | 20              |
| Alcora           | Llucena            | Llucena Alcalatén (País Valencià)            | Reg               | 2               |
| Valbona (I i II) | Valbona            | Valbona Gúdar-Javalambre (Aragó)             | Reg               | n/d             |
| Balaguera        | Palomarejas        | Rubielos de Mora Gúdar-Javalambre (Aragó)    | Reg               | n/d             |
| Los Toranos      | Millars            | Albentosa Gúdar-Javalambre (Aragó)           | Hidroelèctric     | n/d             |
| Arenós           | Millars            | Montanejos Alt Millars (País Valencià)       | Reg Hidroelèctric | 130             |
| Cirat            | Millars            | Cirat Alt Millars (País Valencià)            | Hidroelèctric     | n/d             |
| Vallat           | Millars            | Vallat i Fanzara Alt Millars (País Valencià) | Hidroelèctric     | n/d             |
| Ribesalbes       | Millars            | Ribesalbes Plana Baixa (País Valencià)       | Hidroelèctric     | n/d             |
| Sitjar           | Millars            | Onda Plana Baixa (País Valencià)             | Reg               | 49              |
| Benitandús       | Veo                | Alcúdia de Veo Plana Baixa (País Valencià)   | Reg               | n/d             |

### Embassaments de la conca del Túria
| Embassament          | Riu         | Localització                             | Destí               | Capacitat (hm³) |
| -------------------- | ----------- | ---------------------------------------- | ------------------- | --------------- |
| Arquillo de San Blas | Guadalaviar | Terol Comunitat de Terol (Aragó)         | Reg Abastiment urbà | 22              |
| Benaixeve            | Túria       | Benaixeve Serrans (País Valencià)        | Reg                 | 221             |
| Loriguilla           | Túria       | Loriguilla Camp de Túria (País Valencià) | Reg                 | 71              |
| Buseo                | Reatillo    | Xera Plana d'Utiel (País Valencià)       | Reg                 | 8               |

### Embassaments de la conca del Xúquer
| Embassament  | Riu            | Localització                                                   | Destí                                          | Capacitat (Hm³) |
| ------------ | -------------- | -------------------------------------------------------------- | ---------------------------------------------- | --------------- |
| La Toba      | Xúquer         | Villalba de la Sierra Serranía de Cuenca (Castella - la Manxa) | Hidroelèctric                                  | 10              |
| El Batanejo  | Guadazaón      | Enguídanos Manchuela Conquense (Castella - la Manxa)           | Hidroelèctric                                  | n/d             |
| El Bujioso   | Cabriol        | Víllora Serranía de Cuenca (Castella - la Manxa)               | Hidroelèctric                                  | n/d             |
| La Lastra    | Cabriol        | Enguídanos Manchuela Conquense (Castella - la Manxa)           | Fora de servei                                 | n/d             |
| Víllora      | Cabriol        | Víllora Serranía de Cuenca (Castella - la Manxa)               | Hidroelèctric                                  | n/d             |
| Alarcón      | Xúquer         | Alarcón Manchuela Conquense (Castella - la Manxa)              | Reg Hidroelèctric Abastiment urbà              | 1.112           |
| El Picazo    | Xúquer         | El Picazo Manchuela Conquense (Castella - la Manxa)            | Hidroelèctric                                  |                 |
| Contreras    | Cabriol        | Villargordo del Cabriol Plana d'Utiel (País Valencià)          | Reg Hidroelèctric Abastiment urbà              | 874             |
| El Molinar   | Xúquer         | Villa de Ves La Manchuela (Castella - la Manxa)                | Hidroelèctric                                  |                 |
| Embarcaderos | Xúquer         | Cofrents Vall de Cofrents (País Valencià)                      | Hidroelèctric                                  | n/d             |
| El Naranjero | Xúquer         | Cortes de Pallars Vall de Cofrents (País Valencià)             | Hidroelèctric                                  | 29              |
| Cortes II    | Xúquer         | Cortes de Pallars Vall de Cofrents (País Valencià)             | Hidroelèctric                                  | 118             |
| La Muela     | Xúquer         | Cortes de Pallars Vall de Cofrents (País Valencià)             | Hidroelèctric                                  | 20              |
| Forata       | Magre          | Iàtova Foia de Bunyol (País Valencià)                          | Reg                                            | 37              |
| Escalona     | Escalona       | Navarrés Canal de Navarrés (País Valencià)                     | Laminació d'avingudes                          | 95              |
| Tous         | Xúquer         | Tous Ribera Alta (País Valencià)                               | Laminació d'avingudes Reg Subministrament urbà | 378             |
| Bellús       | Albaida        | Bellús Vall d'Albaida (País Valencià)                          | Laminació d'avingudes Reg                      | 69              |
| Almansa      | Belén i Grande | Bellús Vall d'Albaida (País Valencià)                          | Reg                                            | n/d             |

### Altres conques
| Embassament | Riu       | Localització                                         | Destí               | Capacitat (Hm³) |
| ----------- | --------- | ---------------------------------------------------- | ------------------- | --------------- |
| Ulldecona   | Sénia     | Pobla de Benifassà Baix Maestrat (País Valencià)     | Reg                 | 11              |
| Regajo      | Palància  | Xèrica Alt Palància (País Valencià)                  | Reg                 | 6               |
| Beniarrés   | Serpis    | Beniarrés Comtat (País Valencià)                     | Reg                 | 30              |
| Isbert      | Girona    | Orba Marina Alta (País Valencià)                     | Fora de servei      | n/d             |
| Guadalest   | Guadalest | el Castell de Guadalest Marina Baixa (País Valencià) | Reg Abastiment urbà | 13              |
| Amadorio    | Amadòrio  | la Vila Joiosa - Orxeta Marina Baixa (País Valencià) | Reg Abastiment urbà | 16              |
| Relleu      | Amadòrio  | Relleu Marina Baixa (País Valencià)                  | Fora de servei      | n/d             |
| Tibi        | Montnegre | Tibi Alcoià (País Valencià)                          | Reg                 | n/d             |
| Elx         | Vinalopó  | Elx Baix Vinalopó (País Valencià)                    | Reg                 | n/d             |